# Ситнов, Виктор Владимирович
Виктор Владимирович Ситнов (род. 26 мая 1946, Горький) — российский политический деятель. Депутат Государственной Думы РФ четвёртого созыва (2003—2007).

## Биография
1990—1993 — народный депутат РФ, был членом Комитета Верховного Совета РФ по вопросам экономической реформы и собственности, входил в состав фракции «Рабочий союз России» и «Коалиции реформ».
19 декабря 1999 г. был избран депутатом Думы Таймырского (Долгано-Ненецкого) автономного округа, 12 января 2000 г. — председателем Думы; по должности председателя окружной Думы являлся членом Совета Федерации Федерального Собрания РФ, был членом Комитета по делам Севера и малочисленных народов. В 2001 году с изменением порядка формирования Совета Федерации Виктор Ситнев утратил полномочия сенатора, новым представителем окружной думы в СФ стал бывший губернатор Тюменской области Леонид Рокецкий.
В 2003 году избран депутатом Государственной думы Федерального собрания РФ по Таймырскому (Долгано-Ненецкому) одномандатному избирательному округу № 219.

## Награды
- Орден Почёта (28 марта 2007 года) — за заслуги в законотворческой деятельности, укреплении и развитии российской государственности[3]
- Орден Дружбы (10 июля 2001 года) — за большой вклад в укрепление дружбы и сотрудничества между народами и активную законотворческую деятельность[4]